# Eric Ndizeye
Eric Ndizeye (Nyamugari, 22 agosto 1999) è un calciatore burundese, difensore del Kiyovu Sports.

## Carriera

### Club
Ha giocato 2 partite nella prima divisione turca con la maglia dello Yeni Malatyaspor.

### Nazionale
Tra il 2019 ed il 2022 ha giocato in totale 13 partite nella nazionale burundese.